# Поверхность Веронезе
Поверхность Веронезе — алгебраическая поверхность в пятимерном проективном пространстве, которая реализуется как образ вложения Веронезе. Существует также обобщение вложения Веронезе на произвольные размерности проективных пространств. Названа в честь итальянского математика Джузеппе Веронезе.

## Определение
Поверхность Веронезе — это образ вложения Веронезе, то есть отображения
{\displaystyle \nu :\mathbb {P} ^{2}\to \mathbb {P} ^{5}}
заданного формулами
{\displaystyle \nu :[x:y:z]\mapsto [x^{2}:y^{2}:z^{2}:yz:xz:xy]}
где {\displaystyle [x:\ldots ]} обозначает однородные координаты точки на проективной плоскости.

## Связь с кониками
Поверхность Веронезе естественным образом возникает при изучении коник, особенно при доказательстве утверждения «пять точек однозначно определяют конику». Коника — это плоская кривая, заданная уравнением
{\displaystyle Ax^{2}+Bxy+Cy^{2}+Dxz+Eyz+Fz^{2}=0,}
которое квадратично относительно переменных {\displaystyle x,y,z.} Однако композиция с вложением Веронезе позволяет сделать это уравнение линейным (более точно, для получения произвольной коники достаточно пересечь поверхность Веронезе гиперплоскостью и взять прообраз пересечения). Обратно, условие того, что коника содержит точку {\displaystyle [x:y:z]} является линейным относительно коэффициентов {\displaystyle (A,B,C,D,E,F)}, а значит уменьшает размерность пространства на единицу. Более точное утверждение состоит в том, что пять точек общего положения определяют пять независимых линейных уравнений, это следует из того, что при вложении Веронезе точки общего положения переходят в точки общего положения.
Поверхность Веронезе можно связасть с геометрией коник и иным способом, в некотором смысле двойственном к описанному выше. Мы видели, что коника на {\displaystyle \mathbb {P} ^{2}} задаётся как {\displaystyle Ax^{2}+Bxy+Cy^{2}+Dxz+Eyz+Fz^{2}=0}, то есть с ней связан ненулевой вектор {\displaystyle (A,B,C,D,E,F)\in \mathbb {C} ^{6}} (для простоты будем считать базовое поле полем комплексных чисел). Пропорциональные вектора задают одну и ту же конику, так что на самом деле коники параметризуются его проективизацией, {\displaystyle \mathbb {P} ^{5}}. Иными словами, коники на плоскости можно представлять как точки пятимерного проективного пространства; при этом пучок коник будет представляться точками, лежащими на одной прямой, и т. д. Как известно, плоские коники бывают вырожденные и невырожденные, притом вырожденные могут быть либо парой прямых, либо двойной прямой. Какие геометрические объекты в {\displaystyle \mathbb {P} ^{5}} парамертизуют вырожденные коники?
Двойная прямая — это коника с уравнением {\displaystyle (Lx+My+Nz)^{2}=0}. Простые, одинарные прямые на {\displaystyle \mathbb {P} ^{2}} параметризуются двойственной проективной плоскостью; «удвоение» прямой задаст отображение из {\displaystyle \left(\mathbb {P} ^{2}\right)^{*}} в пространство {\displaystyle \mathbb {P} ^{5}}, параметризующее коники. Раскрывая скобки, видим, как написать его явно: {\displaystyle (Lx+My+Nz)^{2}=L^{2}x^{2}+2LMxy+M^{2}y^{2}+2LNxz+2MNyz+N^{2}z^{2}}, откуда имеем {\displaystyle (A,B,C,D,E,F)=(L^{2},2LM,M^{2},2LN,2MN,N^{2})}, что с точностью до линейного преобразования эквивалентно отображению Веронезе.
Если поверхность Веронезе параметризует двойные прямые, то что параметризует остальные вырожденные коники? У такого многообразия легко написать уравнение: в самом деле, конику можно рассматривать как квадратичную форму, заданную матрицей {\displaystyle Q={\begin{pmatrix}A&B/2&D/2\\B/2&C&E/2\\D/2&E/2&F\end{pmatrix}}.} Зануление её определителя означает негладкость соответствующей коники; уравнение {\displaystyle \det Q=0} третьей степени по коэффициентам матрицы, и оно задает кубическую гиперповерхность в {\displaystyle \mathbb {P} ^{5}}.
Эта гиперповерхность имеет и геометрическое воплощение. Как мы знаем, прямые в {\displaystyle \mathbb {P} ^{5}} представляют пучки плоских коник. Несложно показать, что прямые, касающиеся поверхности Веронезе, определяют пучок коник следующего вида: мы фиксируем прямую {\displaystyle \ell } и точку {\displaystyle p\in \ell }, и вращаем вторую прямую вокруг этой точки. Стало быть, многообразие вырожденных квадрик — это объединение всех касательных плоскостей к поверхности Веронезе.
С этим связаны два любопытных геометрических факта. Как известно, в пятимерном пространстве две наудачи взятые плоскости не имеют общих точек (подобно тому, как в трехмерном пространстве две наудачу взятых прямые скрещиваются). Однако две плоскости, которые касаются поверхности Веронезе, имеют точку пересечения: а именно, если мы берём точки поверхности Веронезе, соответствующие двойным прямым с уравнениями {\displaystyle L_{1}(x,y,z)^{2}=0} и {\displaystyle L_{2}(x,y,z)^{2}=0}, то касательные плоскости в них имеют общую точку — представляющую квадрику с уравнением {\displaystyle L_{1}L_{2}=0}. Это тем более замечательно, что поверхность Веронезе не лежит ни в какой гиперплоскости {\displaystyle \mathbb {P} ^{4}\subset \mathbb {P} ^{5}} (а в четырёхмерном проективном пространстве любые две плоскости пересекаются). Для сравнения, если кривая в {\displaystyle \mathbb {P} ^{3}} обладает тем свойством, что любые её две касательные пересекаются, то эта кривая лежит в какой-то плоскости.
Другой факт, до некоторой степени — это переформулировка первого. В принципе мы могли бы рассматривать не объединение всех её касательных прямых, а объединение всех секущих. Оно бы содержало многообразие касательных, поскольку касательная есть предельное положение секущей, но могло бы оказаться больше. В действительности, если две точки поверхности Веронезе — двойные прямые с уравнениями {\displaystyle L_{1}(x,y,z)^{2}=0} и {\displaystyle L_{2}(x,y,z)^{2}=0}, то коники из пучка, ими порождённого, будут иметь уравнения вида {\displaystyle aL_{1}^{2}+bL_{2}^{2}=0}, а потому иметь особенность в точке пересечения прямых {\displaystyle L_{1}=0} и {\displaystyle L_{2}=0}. Таким образом, многообразие секущих поверхности Веронезе исчерпывается многообразием касательных. Это нечастое явление. Наивное исчисление размерностей показывало бы, что многообразие секущих пятимерно: четыре параметра требуется, чтобы определить две точки на поверхности, и ещё один — чтобы определить положение точки на хорде, которая их стягивает. В случае общей поверхности в {\displaystyle \mathbb {P} ^{5}} это наивное исчисление размерностей работает, а потому её многообразие секущих будет всем {\displaystyle \mathbb {P} ^{5}}. Похожим образом ведет себя, например, скрученная кубика (также называемая кривой Веронезе) в {\displaystyle \mathbb {P} ^{3}}: через всякую точку пространства можно провести прямую, которая её пересечёт дважды (или коснется в одной точке, но с кратностью два). В случае с поверхностью Веронезе исчисление размерностей даёт сбой, поскольку через каждую точку, через которую проходит секущая, проходит на самом деле не одна, а целое однопараметрическое семейство секущих. Это явление называется секантной недостаточностью.
Эта удивительная поверхность и доныне преследует геометров, притом в самых неожиданных обличьях. Так, можно рассмотреть двойное накрытие {\displaystyle \mathbb {P} ^{2}}, разветвлённое в кривой рода шесть — это будет K3-поверхность, обозначим её буквой {\displaystyle S}. Прообраз прямой будет кривой на этой поверхности, а именно двойное накрытие {\displaystyle \mathbb {P} ^{1}}, разветвлённое в шести точках, то есть кривая рода 2. Соответственно, коника общего положения будет подниматься в двулистное накрытие, разветвлённое в {\displaystyle 2\cdot 6=12} точках. Из исчисления эйлеровой характеристики {\displaystyle 2-2g=2(2-12)+12} имеем {\displaystyle g=5}. Линейная система кривой рода {\displaystyle g} на K3-поверхности всегда {\displaystyle g}-мерна, то есть как бы мы ни деформировали поднятую кривую на {\displaystyle S}, она всё равно будет оставаться поднятием некоторой коники (так как коники на плоскости также задаются пятью параметрами). С этой линейной системой можно связать многообразие модулей пучков на {\displaystyle S} с носителями в таких кривых; это будет голоморфно симплектическое многообразие с лагранжевым расслоением (отображением проекции является сопоставление пучку его носителя, а ещё точнее квадрики, из которой тот носитель поднят). Оно интересно тем, что его вектор Мукаи не примитивен, и потому оно не гладко. Его особые слои соответствуют особым кривым. Иногда особые кривые поднимаются из гладких квадрик — в простейшем случае таких, которые имеют с секстикой ветвления одно простое касание. Но все особые квадрики, конечно, поднимаются в особые кривые. При этом особые слои над точками, соответствующим парам прямых, будут также приводимыми — одна компонента будет параметризовать пучки на прообразе одной прямой, другая — на прообразе другой. Тем самым, в дискриминантном локусе такого лагранжева расслоения будет компонента, устроенная как многообразие секущих поверхности Веронезе; слои над ней будут приводимыми и распадаться на две компоненты. Более того, монодромия вокруг поверхности Веронезе будет переставлять пару прямых, а значит и две неприводимые компоненты слоя; если бы у такого расслоения было хотя бы гомологическое сечение, то оно с необходимостью пересекало бы обе неприводимые компоненты, а стало быть гладкий слой оно бы пересекало с кратностью 2, а не 1. Тем самым такое лагранжево расслоение не допускает топологического сечения, что даёт контрпример к одной гипотезе Богомолова. С другой стороны, модификацией особых слоёв можно добиться, чтобы монодромия исчезала, и появлялось сечение; но при этом меняется топологический тип многообразия — из схемы Гильберта оно становится исключительным 10-мерным многообразием О’Грейди.

## Отображение Веронезе
Отображение Веронезе степени d из n-мерного проективного пространства — это отображение
{\displaystyle \nu _{d}\colon \mathbb {P} ^{n}\to \mathbb {P} ^{m}}
где m задаётся при помощи биномиального коэффициента:
{\displaystyle m={n+d \choose d}-1.}
Отображение отправляет точку {\displaystyle [x_{0}:\ldots :x_{n}]} во все возможные мономы от {\displaystyle x_{0},\ldots ,x_{n}} полной степени d. Множество таких мономов называется многообразием Веронезе.
Для низких d отображение тривиально: при d = 0 получается отображение в единственную точку {\displaystyle \mathbb {P} _{0}}, при d = 1 — тождественное отображение; поэтому обычно рассматривается случай d, не меньшего двух.
Можно определить отображение Веронезе не зависящим от координат способом, а именно
{\displaystyle \nu _{d}:\mathbb {P} V\to \mathbb {P} ({\rm {{Sym}^{d}V)}}}
где V — конечномерное векторное пространство, а {\displaystyle {\rm {{Sym}^{d}V}}} — его симметрическая степень.

### Рациональные нормальные кривые
При {\displaystyle n=1} образ вложения Веронезе известен как рациональная нормальная кривая. Приведём примеры рациональных нормальных кривых малых размерностей:
- При {\displaystyle n=1,d=1} вложение Веронезе — тождественное отображение проективной прямой на себя.
- При {\displaystyle n=1,d=2} многообразие Веронезе — парабола {\displaystyle [x^{2}:xy:y^{2}],} в аффинных координатах {\displaystyle (x,x^{2}).}
- При {\displaystyle n=1,d=3} многообразие Веронезе — скрученная кубика[англ.], {\displaystyle [x^{3}:x^{2}y:xy^{2}:y^{3}],} в аффинных координатах {\displaystyle (x,x^{2},x^{3}).}

## Бирегулярность вложения Веронезе
Образ многообразия под действием вложения Веронезе снова является многообразием, причём изоморфным первому (это значит, что существует обратное отображение, которое также регулярно). Таким образом, вложение Веронезе бирегулярно.
Из бирегулярности следует, в частности, что точки общего положения переходят в точки общего положения. Действительно, если бы образы точек удовлетворяли нетривиальному уравнению, это уравнение задавало бы подмногообразие, прообраз которого был бы подмногообразием, содержащим исходные точки. Также при помощи этого можно показать, что любое проективное многообразие является пересечением многообразия Веронезе и линейного пространства, то есть пересечением квадрик.